# Lichenophanes rutilans
Lichenophanes rutilans is een keversoort uit de familie boorkevers (Bostrichidae). De wetenschappelijke naam van de soort is voor het eerst geldig gepubliceerd in 1970 door Reichardt.